# Herbert Eimert
Herbert Eimert (Bad Kreuznach, 8 de Abril de 1897- Düsseldorf, 15 de Dezembro de 1974) foi um compositor alemão.
Foi o fundador do primeiro estúdio de música electrónica. Compôs várias obras como: Epitáfio para Aikichi Kuboyama (1962)
Escreveu vastos tratados sobre música atonal e dodecafónica.